# Parafia św. Mikołaja w Niedamowie
Parafia Świętego Mikołaja w Niedamowie – parafia rzymskokatolicka, znajdująca się w diecezji pelplińskiej, w dekanacie Kościerzyna.